# Уэсли-Чепел-Саут (Флорида)
Уэсли-Чепел-Саут (англ. Wesley Chapel South) — статистически обособленная местность, расположенная в округе Паско (штат Флорида, США) с населением в 3245 человек по статистическим данным переписи 2000 года.

## География
По данным Бюро переписи населения США статистически обособленная местность Уэсли-Чепел-Саут имеет общую площадь в 28,75 квадратных километров, водных ресурсов в черте населённого пункта не имеется.

## Демография
По данным переписи населения 2000 года в Уэсли-Чепел-Саут проживало 3245 человек, 968 семей, насчитывалось 1264 домашних хозяйств и 1508 жилых домов. Средняя плотность населения составляла около 112,87 человек на один квадратный километр. Расовый состав населённого пункта распределился следующим образом: 93,16 % белых, 1,45 % — чёрных или афроамериканцев, 0,55 % — коренных американцев, 1,85 % — азиатов, 2,00 % — представителей смешанных рас, 0,99 % — других народностей. Испаноговорящие составили 6,35 % от всех жителей статистически обособленной местности.
Из 1264 домашних хозяйств в 32,1 % воспитывали детей в возрасте до 18 лет, 66,1 % представляли собой совместно проживающие супружеские пары, в 6,4 % семей женщины проживали без мужей, 23,4 % не имели семей. 17,5 % от общего числа семей на момент переписи жили самостоятельно, при этом 5,0 % составили одинокие пожилые люди в возрасте 65 лет и старше. Средний размер домашнего хозяйства составил 2,57 человек, а средний размер семьи — 2,90 человек.
Население статистически обособленной местности по возрастному диапазону по данным переписи 2000 года распределилось следующим образом: 23,2 % — жители младше 18 лет, 5,4 % — между 18 и 24 годами, 30,8 % — от 25 до 44 лет, 29,1 % — от 45 до 64 лет и 11,5 % — в возрасте 65 лет и старше. Средний возраст жителей составил 40 лет. На каждые 100 женщин в Уэсли-Чепел-Саут приходилось 100,1 мужчин, при этом на каждые сто женщин 18 лет и старше приходилось 99,8 мужчин также старше 18 лет.
Средний доход на одно домашнее хозяйство статистически обособленной местности составил 53 828 долларов США, а средний доход на одну семью — 60 481 доллар. При этом мужчины имели средний доход в 41 188 долларов США в год против 30 864 доллара среднегодового дохода у женщин. Доход на душу населения статистически обособленной местности составил 53 828 долларов в год. 5,5 % от всего числа семей в населённом пункте и 6,6 % от всей численности населения находилось на момент переписи населения за чертой бедности, при этом 3,2 % из них были моложе 18 лет и 7,8 % — в возрасте 65 лет и старше.